# زیست‌موسیقی
زیست‌موسقی یا بیوموزیک (به انگلیسی: Biomusic)، شکلی از موسیقی تجربی است که به صداهایی می‌پردازد که توسط عامل غیرانسانی ایجاد یا اجرا می‌شود. این تعریف همچنین گاهی برای دربر گرفتن صداهایی که توسط انسان‌ها به صورت مستقیم زیستی ایجاد می‌شود، گسترش می‌یابد. به عنوان مثال، موسیقی که توسط امواج مغزی آهنگساز ایجاد می‌شود را نیز می‌توان زیست‌موسیقی نامید، همان‌طور که می‌توان موسیقی ایجادشده توسط بدن انسان بدون کاربرد ابزار یا آلاتی که بخشی از بدن نیستند (خوانندگی یا آواز خواندن معمولاً از این تعریف استثنا می‌شود).